# نوبو کیشی
نوبو کیشی (انگلیسی: Nobuo Kishi؛ زادهٔ ۱ آوریل ۱۹۵۹) سیاست‌مدار اهل ژاپن است، که هم‌اکنون به‌عنوان وزیر دفاع ژاپن فعالیت می‌کند.